# Ramon (Rússia)

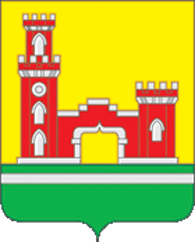
Brasão de armas.

Ramon (russo: Рамóнь) é uma localidade urbana (um assentamento de tipo urbano) e o centro administrativo do distrito de Ramonsky do Oblast de Voronezh, na Rússia. População: 8,354 (Censo 2010 - resultados preliminares);  8,039 (Censo 2002); 8,729 (Censo 1989).
Foi mencionado pela primeira vez em 1615. Foi concedido o status de assentamento de tipo urbano em 1938.
Em 1879, o czar Alexandre II deu a propriedade de Ramon a sua sobrinha, a princesa Eugênia Maximilianovna de Leuchtenberg e a seu marido, o duque Alexander Petrovich de Oldenburg, como presente de casamento; ela montou empreedimentos industriais e agrícolas, expandiu a propriedade e, na década de 1880, encomendou a construção do Ramon Palace, que sobreviveu e agora é um marco cultural russo.